# Wolfgang Buresch

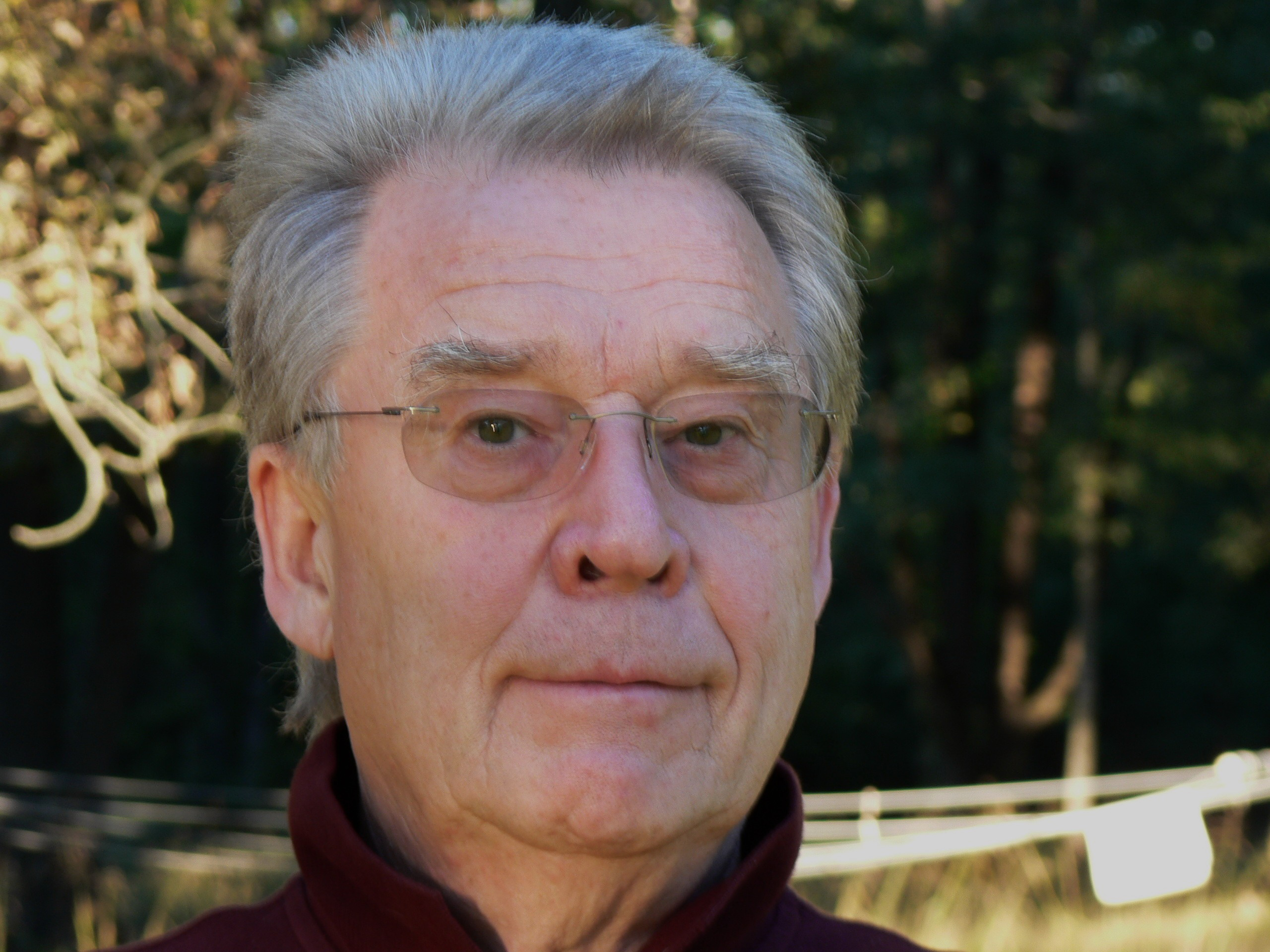
Wolfgang Buresch (2007)

Wolfgang Buresch (* 4. Februar 1941 in Kiel; † 4. August 2025 in Hamburg) war ein deutscher  Autor, Puppenspieler, Regisseur.
Von 1959 bis 1963 war Buresch Mitglied der Hohnsteiner Puppenspiele. Seine Fernseharbeit für Kinder begann er 1965 mit der Serie Stoffel und Wolfgang. Buresch prägte wesentlich das Kinderprogramm der ARD durch die Produktion bekannter Serien wie Hase Cäsar, Maxifant und Minifant, Plumpaquatsch und Emm wie Meikel. Er war nicht nur Autor, sondern agierte auch als Schauspieler oder Puppenspieler in seinen Serien. Als Sprecher prägte er in den 1970er und 1980er Jahren auch Hörspielserien wie Tim und Struppi und Scotland Yard.
Buresch war beim NDR von 1971 bis 2002 Fernsehredakteur; pensioniert wurde er dort als Leiter der Abteilung Kinder und Familie. Außerdem war er Autor von 14 Kinderbüchern und circa 100 Kinderschallplatten. 2003 gab er das Buch Kinderfernsehen – Vom Hasen Cäsar bis zu Tinky Winky, Dipsy und Co. heraus (edition suhrkamp 2227).
Buresch starb am 4. August 2025 nach langer schwerer Krankheit in Hamburg.